# Androcharta cassotis
Androcharta cassotis är en fjärilsart som beskrevs av Druce 1883. Androcharta cassotis ingår i släktet Androcharta och familjen björnspinnare. Inga underarter finns listade i Catalogue of Life.